# مقاطعة جونسون (تكساس)
مقاطعة جونسون (بالإنجليزية: Johnson  County)‏ هي إحدى المقاطعات في ولاية تكساس، الولايات المتحدة الأمريكية، يبلغ عدد سكانها 150,934 نسمة طبقا لإحصاء عام 2010 .

موقع المقاطعة في ولاية تكساس